# Fantôme 2040
Fantôme 2040 (Phantom 2040) est une série télévisée d'animation franco-américaine en 35 épisodes de 25 minutes, créée par David J. Corbett d'après la bande dessinée Le Fantôme de Lee Falk et diffusée entre le 18 septembre 1994 et le 3 mars 1996 en syndication.
En France, la série a été diffusée dans l'émission Les Minikeums à partir du 20 décembre 1994 sur France 3.

## Synopsis
« Nous sommes en 2040. Le lieu est Metropia. Ici, un nouveau héros se prépare à agir. L'homme qui ne peut pas mourir. Le fantôme qui marche. Le Fantôme. La promesse du Fantôme : Combattre le mal et l'injustice où qu'ils se trouvent. Dans ce monde futur, dans cette ville mourante où le sort de la Terre et de toute l'humanité est en jeu. Le Fantôme est là ! »

— narration d'ouverture.
En l'an 2040, toutes les catastrophes environnementales et les guerres économiques pour les ressources du début du 21e siècle ont décimé l'équilibre fragile de l'écosystème d'une Terre qui autrefois regorgeait de vie. Partout, les privilégiés et les riches continuent de prospérer dans des développements immobiliers coûteux qui dominent les masses souffrantes. Les victimes de la malchance de la Terre ont été contraintes de subsister en fouillant les déchets du passé dans les rues défigurées des cités abandonnées.
À Metropia (autrefois connue sous le nom de New York City), la plus grande et la plus puissante des cités-états, la puissante société de fabrication de robots Maximum Inc. a lentement façonné un centre urbain froid et métallique, composé de gigantesques tours résidentielles entrelacées de tunnels de TubeTrain. Les "biots" (Biological Optical Transputer System) de Maximum ont remplacé d'énormes quantités de main-d'œuvre humaine, et l'entreprise produit illégalement des biots de combat interdits pour former l'armée privée souterraine de Maximum. Sous ce prétexte de progrès efficace, Maximum a ses propres plans pour l'avenir, tous connus sous le nom de l'Ère Maximum. Grâce à la construction de la forteresse de Cyberville, un immense abri de survie où seuls les plus riches et les plus élites de l'humanité se retireront, et à la prise de contrôle de Metropia par les armées de biots de Maximum, leurs plans impliquent finalement le sombre chemin du déclin et de l'extinction comme résultat culminant des erreurs et des efforts précédents de l'homme, une fois que la Terre cède enfin à son état en détérioration lente.
Le seul espoir de survie de l'humanité réside dans la Jungle Fantôme - des milliers de kilomètres carrés de végétation mutée qui pourraient être le salut de la planète. Cette source secrète de vie est immergée sous Metropia, invisible pour la plupart. Kit Walker Jr., étudiant en université, est choisi par le destin pour sauver le monde, en enfilant le masque noir et le costume violet du sauveur de son peuple, le 24e Fantôme.
Le rôle du Fantôme a été transmis de père en fils depuis le 16e siècle, faisant croire au monde que le Fantôme est un individu immortel unique. Kit, le 24e de la lignée, est jeune, incertain et inexpérimenté, mais il trouve en lui le courage et la force de combattre le mal qui menace de détruire la Terre.

## Distribution et personnages
- Kit Walker, Jr. – Le 24e Fantôme, Kit n'a pas été formé pour le rôle comme l'ont été ses ancêtres. Son père est mort dans des circonstances mystérieuses lorsqu'il n'était qu'un bébé, et il a grandi sans connaître son héritage. Lorsque Guran lui parle du Fantôme le jour de ses dix-huit ans, il est initialement incrédule, mais il accepte progressivement le rôle avec conviction croissante. Son équipement comprend un camouflage optique pour l'invisibilité, un bracelet contenant un puissant ordinateur ("analytique"), et un autre contenant une corde à inductance intelligente. Il possède plusieurs véhicules, dont un Hypercycle aérien agile, une croisière multi-passagers à camouflage, et une Mustang de 1999 améliorée nommée "Hero", en hommage au cheval du 21e Fantôme. Après avoir vaincu Maximum Inc, il envisage des vacances prolongées, jusqu'au jour où le Fantôme est de nouveau nécessaire. Doublé par Scott Valentine[2].
- Guran – Le mentor de Kit, dont la famille a aidé le Fantôme depuis des générations. En collaboration avec Jack Archer, Guran instruit le Fantôme dans le combat, la morale et la vie elle-même, et est fréquemment vu en train de réciter des "vieilles maximes de la jungle" pleines de sagesse à Kit et aux autres. Après la mort du 23e Fantôme, Guran s'est blâmé et, consumé par sa tristesse et sa haine de lui-même, il est devenu la légendaire Panthère de l'Ombre jusqu'à ce qu'il soit libéré de son deuil pour toujours par Kit Walker Jr. Doublé par J. D. Hall.
- Jack Archer – Un scientifique et professeur en biologie à l'université de Kit. Après que Kit adopte l'identité du Fantôme, Archer met peu de temps à déduire qu'ils sont la même personne et devient l'un des rares à connaître la véritable identité du Fantôme. En collaboration avec Guran, Archer assume le rôle de mentor de Kit, en particulier dans les domaines scientifiques et contemporains de son éducation. Plus tard, en raison de son désir de travailler pour le bien commun, comme Kit, il ouvre une petite agence de détective, à l'image de sa famille précédente. Doublé par Alan Oppenheimer.
- "Sparks" (Daniel Aguilar) – Un jeune surfeur cybernétique orphelin qui est sauvé par Kit après que Maximum ait confondu Sparks avec le Fantôme. Sparks est adopté de manière officieuse dans le repaire du Fantôme et participe aux aspects technologiques de leurs missions. Lorsqu'il avait trois ans, ses parents, Esteban et María, ont été kidnappés par Maximum et cruellement utilisés comme tissu mental pour le projet biomecanique de "bâtiment vivant" de Cyberville, le système de sécurité Project Gauntlet. Doublé par Pamela Adlon.
- Sagan Cruz – Une policière métropienne ou "Exécutrice", attirée par Kit, mais initialement inconsciente de sa double identité et sceptique quant aux motivations du Fantôme. Elle finit par découvrir son secret et devient finalement la compagne et l'amoureuse de Kit. Elle possède un chien de police génétiquement modifié nommé D.V.L. (en référence au loup du 21e Fantôme, Devil) et en combat, elle porte une armure bien renforcée d'Exécutrice. Doublée par Leah Remini.
- Héloïse Walker – La seule parente vivante de Kit, Héloïse est la fille du 21e Fantôme, la sœur du 22e Fantôme, la tante du 23e Fantôme, et l'arrière-tante de Kit Walker, Jr. – Le 24e Fantôme. Elle a caché la vérité à Kit, espérant qu'il puisse mener une vie normale, mais elle accepte le choix de Kit de devenir le 24e Fantôme et l'aide dans ses plans pour arrêter Maximum Inc. Doublée par Carrie Snodgress.
- Rebecca Madison – L'antagoniste principal de la série, présidente de Maximum Inc. et veuve de Maxwell Madison Sr., l'assassin du 23e Fantôme. Rebecca prévoit de construire Cyberville, une forteresse technologique et impénétrable où les riches et l'élite pourront se réfugier lorsque la Terre commencera à se détériorer (quelque chose que l'armée biot souterraine de Rebecca veillera à ce qu'elle se produise relativement rapidement), mais ses plans de domination sont fréquemment contrariés par le Fantôme. Malgré ses actes maléfiques, elle a certaines qualités rédemptrices, comme le souhait de savoir que son fils est en sécurité avant d'évacuer en cas d'attaque, ainsi que Kit suggérant qu'elle est une femme très solitaire. À l'exception de Graft et de son fils, Maxwell Madison Jr., aucun autre être humain n'est employé par Maximum, qui utilise ses propres biots pour effectuer tout le travail. À la fin, avec toutes ses crimes révélés au monde, elle est rapidement arrêtée et envoyée en prison. Doublée par Margot Kidder.
- Maxwell Madison Jr. – Le fils psychopathe de Rebecca, dont l'intelligence est contredite par sa paresse et son désintérêt manifeste pour presque tout. Lorsqu'il a une opinion sur quelque chose, il prétend qu'elle provient de son chat, Charles Baudelaire. Il est psychologiquement perturbé, ses troubles étant enracinés dans la perte de son père à un si jeune âge. Son chat, peut-être le dernier symbole restant de l'amour de son père pour lui, est son seul et plus fidèle ami. À la fin, après l'arrestation de Rebecca, lui et son chat sont envoyés dans un asile psychiatrique, ou comme l'a dit Cruz, une "prison capitonnée". Doublé par Jeff Bennett.
- Hubert Graft – Le chef de la sécurité et le principal exécuteur de Rebecca Madison, un cyborg. Auparavant, il était un écologiste qui s'est retourné contre Maximum pour protéger la forêt amazonienne, avant de perdre tout son corps en dessous des épaules au combat. Maximum a reconstruit le corps de Graft en utilisant des parties biotiques, donnant à Rebecca Madison un contrôle total sur la vie de Graft. Le torse biotique de Graft peut être déconnecté (un processus douloureux) au niveau des hanches et intégré dans d'autres systèmes robotiques sur lesquels Graft a un contrôle total, le plus couramment le Biot Walker de combat urbain, un exosquelette en acier de dix pieds armé de lasers et de griffes. Malgré cela, il a toujours le désir de protéger la nature et travaillera avec le Fantôme si une menace plus importante se profile. À plusieurs reprises, le Fantôme lui demande s'il veut échapper aux griffes de Maximum, mais il refuse toujours cette offre. Il est également opposé à faire du mal aux enfants, même si un enfant a pénétré illégalement et détruit une technologie précieuse de l'entreprise. À la fin, après la défaite de Maximum Inc, il est mentionné qu'il a été envoyé dans une maison de transition. Doublé par Ron Perlman dans la première saison, et Richard Lynch dans la deuxième.
- Docteur Jak – Un journaliste cynique de la télévision sensationnaliste, adepte du journalisme jaune, qui relate les activités du Fantôme avec une tournure négative. Son arrogance et sa vanité le conduisent à croire qu'au lieu d'être simplement un rapporteur de nouvelles, il "est la nouvelle", et donc tout ce qu'il ne voit pas (comme lorsqu'il se couvre délibérément l'œil lorsqu'il est révélé que le Fantôme était piégé) n'est pas une nouvelle. Dans l'épisode "Matter Over Mind", on découvre qu'après la mort de la femme de Jak dans le crash de la gare centrale, il a tenté une opération illégale pour intégrer un ordinateur analytique dans son esprit, mais l'opération a été interrompue et le programme analytique a été perdu. Le Docteur Jak est donc devenu en partie biotique, avec des implants sensoriels sur sa tête et un œilleton polyvalent qu'il utilise pour filmer son émission d'actualités, The Dr. Jak Show. Son personnage et sa façon de criminaliser le Fantôme sont comparables à J. Jonah Jameson de Spider-Man. Doublé par Mark Hamill.
- M. Cairo – Un mystérieux courtier en informations qui n'apparaît que dans des transmissions holographiques et qui traite à la fois avec le Fantôme et Maximum Inc. Très tôt, il découvre la véritable identité du Fantôme mais choisit de ne pas divulguer l'information à Rebecca Madison malgré la récompense énorme qui est offerte. Il est ensuite révélé qu'il est en réalité le programme analytique conscient séparé de la conscience du Dr Jak, mais il décide de ne pas rejoindre à nouveau l'esprit du Dr Jak et préfère rester fidèlement au service du Fantôme, bien qu'il rencontre sa fin lorsque Max Jr. éteint le courant alors qu'il se trouve toujours à l'intérieur, le supprimant. Doublé par Paul Williams.
- Sean One – Le premier être humain né dans l'espace et fondateur et leader du Mouvement Orbital Libre, Sean One cherche l'indépendance pour ses colonies orbitales. Homme arrogant et anormalement grand, il recourt à l'espionnage et aux attaques terroristes pour atteindre ses objectifs et ne peut pas marcher tout seul en présence de gravité. Il est vénéré parmi les habitants des colonies orbitales de manière presque divine et montre une grande apathie envers ce qu'il appelle les "esclaves de la gravité" de la Terre. Il est vaincu lorsqu'il annonce publiquement son plan de truquer les votes pour rendre les colonies orbitales indépendantes, ainsi que sa tentative d'assassinat de Vaingloria. Doublé par Rob Paulsen.
- Gorda – Une chef du crime obèse morbide et contrebandière originaire d'Australie, incapable de se déplacer par elle-même et disposant d'une armée de biots forts teintés en rouge sous son commandement. Elle se réfère à elle-même à travers un système de caméra virtuelle et a un kangourou robotique bien armé comme unique compagnon. À la fin, elle est arrêtée et renvoyée en Australie en attendant son procès. Doublée par Paddi Edwards.
- Heisenberg – Un biot fractal métamorphe construit par Max Madison Jr. à l'aide de nanites cultivés dans l'espace par Sean One, nommé d'après le physicien allemand Werner Heisenberg. Heisenberg est le premier biot fractal stable créé par Maximum et est contrôlé par Maxwell à l'aide d'un cerveau distant séparé qui doit être transporté dans un étui. Heisenberg est contraint d'usurper l'identité du Fantôme et réussit à le criminaliser avec l'aide du Dr Jak, mais après une confrontation avec le Fantôme, Maxwell perd le cerveau distant et donc le contrôle sur Heisenberg. Par la suite, le biot fractal acquiert son indépendance et une forme de conscience, revêt un chapeau à large bord et un manteau, et cherche des réponses sur son passé, se souvenant seulement de son nom. Il rencontre une sage saxophoniste de rue nommée Betty, et après avoir décidé de suivre sa propre voie, il devient un "professeur" pour les biots partout, les aidant à se libérer de leurs propriétaires humains et à prendre conscience d'eux-mêmes. Heisenberg finit par rejoindre le Fantôme et devient un compagnon proche de Pavlova, l'assistante du Dr Jak. Doublé par Rob Paulsen.
- Pavlova - L'assistante personnelle de Dr Jak, reconnaissable par des symboles rouges sur son visage. Pavlova remet parfois en question l'honnêteté et la moralité des téléchargements d'informations de Jak, mais Jak efface toujours sa mémoire par la suite (une tâche qu'il accomplit un peu à contrecœur). Surnommée "Pav" par Jak, le journaliste la traite comme son amie et parfois même de manière humoristique et romantique, car Pavlova a été nommée d'après la défunte femme de Jak. Pavlova se lie d'amitié avec Heisenberg, qui s'intéresse à elle. Elle finit par dire à Jak : "Je me programmerai moi-même à partir de maintenant", après quoi Jak se lamente plus tard : "Tu devais être ta propre personne, tout comme elle", en faisant référence à l'homonyme de Pav. Doublée par Liz Georges.
- Vaingloria – Une chanteuse vedette populaire formée par Maximum Inc. pour manipuler l'opinion publique. On sait que Rebecca Madison l'a trouvée alors qu'elle était une mendiante des rues et lui a offert de la nourriture, un abri et la célébrité en échange de ses services pour Maximum. Rebecca l'a équipée de miroirs rétractables qui peuvent concentrer la lumière à une telle intensité que le simple fait de les regarder peut surcharger les sens de l'esprit, hypnotisant ainsi efficacement le public pour l'adorer, et sur ordre de Maximum, elle les utilise pour lobotomiser complètement certaines personnes (on peut supposer que les miroirs sont difficiles à contrôler avec précision, car Vaingloria a une fois envoyé accidentellement une victime dans le coma). Vaingloria prend à contrecœur part à plusieurs complots de Maximum et devient particulièrement proche de Graft, qui (dans une certaine mesure) lui rend la pareille. Il finit par câbler en dur ses miroirs pour qu'elle puisse les utiliser seule. Doublée par Deborah Harry.
- Betty – Une sage saxophoniste de rue qui devient la meilleure amie et la compagne d'Heisenberg. Elle semble consciente de tout ce qui l'entoure et relate fréquemment la vie en relation avec le blues. Elle porte un saxophone qui a appartenu à l'ancien président des États-Unis, Bill Clinton. Doublée par Iona Morris.
- Maxwell Madison Sr. – Le défunt mari de Rebecca, tué aux côtés du 23e Fantôme dans un déraillement de train toxique. Rebecca capture ses ondes cérébrales et les stocke dans un immense ordinateur, cherchant constamment un moyen stable de les transférer dans un biot, de préférence dans un corps vivant, pour ressusciter efficacement Maxwell Madison Sr. Il était considéré comme un homme très dangereux et avide de pouvoir lorsqu'il était en vie et aux commandes de Maximum, Inc., mais il s'avère que ses plans pour le monde étaient très bénéfiques sur le plan écologique et que sa femme ambitieuse, Rebecca, a sabordé ses projets au profit d'une domination mondiale cupide et égoïste. Doublé par Jeff Bennett.

## Développement
La série a été développée pour la télévision par le producteur exécutif David J. Corbett et les rédacteurs en chef exécutifs Judith et Garfield Reeves-Stevens. En plus d'être rédacteurs en chef de l'histoire des deux saisons, les Reeves-Stevens ont élaboré le manuel des scénaristes de la série, et ont écrit de nombreux épisodes, dont le pilote en deux parties (« Generation Unto Generation »). D'autres scénaristes clés de la série comprenaient Brynne Chandler et Michael Reaves.
Les designs de personnages inhabituels étaient l'œuvre distinctive de Peter Chung, le créateur d'« Æon Flux ».
Le directeur artistique et conceptuel de la série était Thom Schillinger, qui a créé tous les décors et les designs conceptuels techniques pour compléter le design distinctif des personnages allongés de Peter Chung.
La série a débuté en 1994 et a reçu d'excellentes critiques, bien qu'elle n'ait survécu que 35 épisodes avant d'être reléguée aux rediffusions du week-end en 1996. Outre les séquences d'action, les histoires étaient axées sur des intrigues intelligentes et le développement des personnages, remportant ainsi des éloges pour leur enseignement subtil de valeurs telles que l'individualité, la liberté et la volatilité de l'humanité.
Avec le travail tout aussi innovant d'Andrea Romano sur « Batman: The Animated Series », la direction vocale de Stu Rosen sur « Phantom 2040 » a eu un impact durable sur la télévision d'aventure animée. Romano et Rosen ont choisi des acteurs dramatiques accomplis et ont introduit un nouveau niveau de maturité et de complexité dans les performances vocales de leur émission, établissant ainsi la norme pour toute l'animation télévisée qui a suivi.

## Épisodes

### Première saison (1994-1995)
1. De génération en génération [1/2] (Generation Unto Generation [1/2])
2. De génération en génération [2/2] (Generation Unto Generation [2/2])
3. La réunion des parties (The Sum of the Parts)
4. Feu et glace (Fire and ICE)
5. Les reflets de la gloire (Reflections of Glory)
6. Les ombres du passé (Shadows from the Past)
7. La marque bénéfique (The Good Mark)
8. Le fantôme dans la machine (Ghost in the Machine)
9. Sombre orbite [1/2] (Dark Orbit [1/2])
10. Sombre orbite [2/2] (Dark Orbit [2/2])
11. Le biot en rouge (The Biot In Red)
12. Le gant (The Gauntlet)
13. Trois en un (Three Into One)
14. Des lasers dans la jungle (Lasers in the Jungle)
15. Leçon de vie (Life Lessons)
16. Le magicien (The Magician)
17. Plus vite, plus haut (Swifter, Higher, Faster)
18. Tout en bas (Down The Line)

### Seconde saison (1995-1996)
1. Groupe de contrôle (Control Group)
2. Un garçon et son chat (A Boy and His Cat)
3. Rite de passage (Rite Of Passage)
4. Le monde est ma jungle (The World Is My Jungle)
5. Le sanctuaire (Sanctuary)
6. Les liens qui se resserrent (The Ties That Bind)
7. Une femme dans la lune (The Woman in the Moon)
8. État d'esprit (Matter Over Mind)
9. Les péchés des pères [1/2] (The Sins of the Father [1/2])
10. Les péchés des pères [1/2] (The Sins of the Father [1/2])
11. Le sacrifice [1/2] (The Sacrifice [1/2])
12. Le sacrifice [1/2] (The Sacrifice [1/2])
13. Rebelle (Rogue)
14. Une seconde fois (The Second Time Around)
15. Les deux furies (The Furies)
16. Des moments de vérité (Moments of Truth)
17. Toute la vérité (The Whole Truth)

## Distribution

### Voix originales
- Pamela Adlon : Daniel Aguilar
- Alan Oppenheimer : Professeur Jack Archer
- Kath Soucie : Biot Guard
- Charles Dennis : 23e Fantôme
- Leah Remini : Sagan Cruz
- Liz Georges : Pavlova
- Mark Hamill : Dr Jak
- Carrie Snodgress : Tante Heloïse
- Rob Paulsen : Sean One / Heisenberg
- Paul Williams : M. Cairo
- Jeff Bennett : Maxwell Madison Jr
- Iona Morris : Betty la saxophoniste
- Stu Rosen : Biot
- Deborah Harry : Vain Gloria
- Corey Burton : 23e Fantôme
- J.D. Hall : Guran
- Paddi Edwards : Gorda
- Bibi Osterwald :
- Jennifer Hale : Analytical
- Dustin Nguyen : Tranh
- Amanda Rogers : Voix additionnelles
- Ron Perlman : Hubert Graft (saison 1)
- Richard Lynch : Hubert Graft (saison 2)
- Scott Valentine : Kit Walker Jr / 24e Fantôme
- Margot Kidder : Rebecca Madison

### Voix françaises
- Marc Bretonnière : Kit Walker Jr / 24e Fantôme
- Pascale Jacquemont	: Nathasha Madison
- Emmanuel Fouquet : Axell Madison Jr / Modem
- Laurence Dourlens : Sagan Cruz
- Thierry Mercier :	Hubert Graft / Dr Jak
- Michel Tugot-Doris : Guran
- Françoise Blanchard : Hélène
- Patrice Baudrier : Voix diverses
- Éric Chevalier : Voix diverses